# Венцислав Мартинов
Венцислав Николаев Мартинов е български хуморист – имитатор, режисьор и продуцент, автор на текстове за поп песни и телевизионни сценарии.

## Биография
Завършва е ВИИ „Карл Маркс“, специалност „Счетоводна отчетност“, и Института за театър, музика и кинематография „Николай Черкасов“ (Санкт Петербург, Русия), специалност „Естрадна и телевизионна режисура“. Отбива военната си служба в Ансамбъла на строителни войски при ГУСВ в София като хуморист – имитатор. Като продуцент създава серия от хумористични албуми и телевизионни предавания „Усмивките на Венци“, включваща най-популярните български народни хумористи. Автор е на много текстове за поп песни, изпълнявани от дует „Ритон“, Мими Иванова и Развигор Попов, Богдан Томов, Георги Христов, Нели Рангелова, Васил Петров, Деян и Бойко Неделчеви, група „Трик“, Катя Близнакова, Райко Кирилов, Руми Бисерова, Диана Дафова и др.
Понастоящем е ръководител и режисьор на артистичната трупа „Комеди клуб“, гастролираща с хумористично-музикални концертни спектакли за възрастни и деца.

## Творби и издания

### Спектакли (сценарий и режисура)
- „За Георги Парцалев с любов и усмивки“  [2]
- „Старинните машини разказват“ [3]
- „Веселата гора“ [4]

### Съставени текстове на песни по изпълнители
- Богдан Томов – „Абсолютна любов“[5], „А сега накъде“[6], „Просто съпруг“[7]
- Борислав Грънчаров – „Стари писма“[8]
- Васил Петров – „Нов квартал“[9]
- Георги Христов – „Сърцето ми бие тревога“[10]
- група Трик – „Шега“[11]
- Деян и Бойко Неделчеви – „Ти ще бъдеш момичето“[12]
- Диана Дафова – „Гол след гол“[13]
- Дует Каравел – „Докосване“[14]
- Дует Ритон – „Елате ни на гости“[15], „Песен за жената“[16], „Сладко бебе“[17], „Спор“[18], „Умно куче“[19]
- Ивайло Петров – „Момичето рисува“[20]
- Катя Близнакова – „Знам ще дойде ден“[21], „Дебют“[22], „Суета“[23], „Търси се ерген“[24], „Жадувана любов“[25], „Гадже за любов“[26], „Сватба“[27]
- Катя Близнакова и Райко Кирилов – „Ако чуеш в нощта“[28], „Порой от щастие“[29]
- Мими Иванова – „Близки и далечни“[30], „Песен за Приморско“[31], „Първо цвете“[32]
- Нели Рангелова – „Само мен обичай“[33]
- Райко Кирилов – „Македония“[34], „Ти, майко“[35], „Ти, любов си ден безкраен“[36], „Любовта си остава любов“[37], „Още помня този миг“[38], „Търся топлина“[39], „Има винаги една любов“[40], „Вино ми налей“[41], „Ще те търся в съня си“[42], „Свят на любовта“[43]
- Светослав Стойчев – „Изгря любов“[44]
- Тодор Върбанов – „Трябват ми пари“[45]

### Издадени хумористични албуми
Весела серия „Усмивките на Венци“
- „Усмивките на Венци“[46]
- „Закачките на Звезделин“[47]
- „Ала-бала с Весо Парцала“[48]
- „Колювата майка“[49]
- „Цоцин и Добрев Тъпанчеви“[50]
- „Волен-недоволен“[51]
- „Група КРБ“[52]
- „Дръжте се за локума на Радка Куршума“[53]
- „Къци Вапцаров – за малките деца“[54]
- „Дрис-джей Бранко“[55]
- „Най-смешното от Усмивките на Венци“[56]
- „Часът на Шкумбата“[57]
- „Смях без гащи“[58]
- „Вашата Стоянка Мутафова“[59]
- „Що е секс“[60]
- „Кина и Пина“[61]
- „ВВШ“[62]
- „Една лъжица с цицовица“[63]
- „Цецо Магарето“[64]
- „Шоубисери“[65]
- „Един по-голям смях без гащи“[66]
- „Шеметни песни“[67]
- „Дамаджанката на Бабаджанката“[68]
- „Канонада от смях“[69]
- „Човекът-смях“[70]
- „ВВШ-2“[71]
- „Виц-коктейл“[72]
- „Смях без гащи 5“[73]
- „Най-смешното от усмивките на Венци – 2“[74]

### Издадени музикални албуми
- „Лиляно моме“[75]
- „Гадже за любов“[76]
- „Ти, майко Македония“[77]
- „Ой, медо медовино“[78]
- „Новият глас на Тракия“[79]
- „Синият диаманти“[80]
- „Оазис на любовта“[81]
- „От сърце“[82]
- „Хитовете на Деян и Бойко Неделчеви“[83]
- „12 български фолк хита“[84]
- „Кралица на моето сърце“[85]
- „Спомени“[86]
- „Пещерата“[87]
- „Забранена любов“[88]
- „Хазартна любов“[89]
- „Тамба ламба“[90]
- „Кажи ми“[91]
- „Детелина“[92]
- „Дар от Тракия“[93]

### Издадена поезия
- „Любовна лирика на Павел Матев“[94]